# Paradoxornis d'ulleres
El paradoxornis d'ulleres (Sinosuthora conspicillata) és una espècie d'ocell passeriforme de la família dels paradoxornítids (Paradoxornithidae), tot i que sovint encara se'l troba classificat amb els sílvids (Sylviidae). Habita zones amb bambú de la Xina central. El seu estat de conservació es considera de risc mínim.